# III liga polska w piłce nożnej (grupa IV)
Grupa IV III ligi – jedna z czterech grup III ligi piłki nożnej, które są rozgrywkami czwartego poziomu ligowego piłki nożnej mężczyzn w Polsce.
Grupa ta powstała w 2016 roku, gdy po sezonie 2015/16 w wyniku reorganizacji rozgrywek III ligi piłki nożnej w Polsce Grupa VII (nieoficjalna nazwa: małopolsko-świętokrzyska) została połączona z Grupą VIII (nieoficjalna nazwa: lubelsko-podkarpacka).
Za rozgrywki toczące się w tej grupie odpowiedzialny na przemian jest: Lubelski Związek Piłki Nożnej z siedzibą w Lublinie, Małopolski Związek Piłki Nożnej z siedzibą w Krakowie, Podkarpacki Związek Piłki Nożnej z siedzibą w Rzeszowie oraz Świętokrzyski Związek Piłki Nożnej z siedzibą w Kielcach, a występuje w nich 18 drużyn z województw: lubelskiego, małopolskiego, podkarpackiego i świętokrzyskiego.

## Mistrzowie ligi
| Sezon             | Poziom | Mistrz             | Wicemistrz         | 3. miejsce                        |
| awans do II ligi: |        |                    |                    |                                   |
| 2016/17           | IV     | Garbarnia Kraków   | Motor Lublin       | Stal Rzeszów                      |
| 2017/18           | IV     | Resovia            | Motor Lublin       | KSZO 1929 Ostrowiec Świętokrzyski |
| 2018/19           | IV     | Stal Rzeszów       | Podhale Nowy Targ  | Motor Lublin                      |
| 2019/201          | IV     | Motor Lublin       | Hutnik Kraków2     | Wólczanka Wólka Pełkińska         |
| 2020/21           | IV     | Wisła Puławy       | Chełmianka Chełm   | Sokół Sieniawa                    |
| 2021/22           | IV     | Siarka Tarnobrzeg  | Chełmianka Chełm   | ŁKS Łagów                         |
| 2022/23           | IV     | Stal Stalowa Wola  | Avia Świdnik       | Wieczysta Kraków                  |
| 2023/24           | IV     | Wieczysta Kraków   | Siarka Tarnobrzeg  | Star Starachowice                 |
| 2024/25           | IV     | Sandecja Nowy Sącz | Podhale Nowy Targ3 | Siarka Tarnobrzeg                 |

Objaśnienia:
1. Decyzją Lubelskiego Związku Piłki Nożnej z 16 maja 2020 z powodu sytuacji epidemicznej związanej z koronawirusem COVID-19 w Polsce rozgrywki sezonu 2019/2020 zostały zakończone po rozegraniu 19 kolejek.
2. 20 maja 2020 Komisja ds. Nagłych Polskiego Związku Piłki Nożnej zdecydowała zwiększyć liczbę zespołów awansujących z tej grupy do dwóch, w związku z czym dodatkowo w II lidze w sezonie 2020/2021 wystąpił również Hutnik Kraków.
3. Awans po barażach.

## Sezon 2024/2025
Osobny artykuł: III liga polska w piłce nożnej (2024/2025)/Grupa IV

## Sezon 2023/2024
Osobny artykuł: III liga polska w piłce nożnej (2023/2024)/Grupa IV

## Sezon 2022/2023

### Drużyny
W III lidze, grupie IV w sezonie 2022/2023 występowało 18 drużyn, które walczyły o miejsce premiowane awansem do II ligi. Trzy ostatnie zespoły spada do IV ligi. Liczba spadkowiczów może zwiększyć się zależnie od liczby drużyn spadających z lig wyższych.
| Uczestnicy sezonu 2021/2022 | Uczestnicy sezonu 2021/2022       | Uczestnicy sezonu 2021/2022 | Uczestnicy sezonu 2021/2022 |
| --------------------------- | --------------------------------- | --------------------------- | --------------------------- |
| CHM                         | Chełmianka Chełm                  | 2                           |                             |
| ŁAG                         | ŁKS Łagów                         | 3                           |                             |
| AVI                         | Avia Świdnik                      | 4                           |                             |
| PNT                         | Podhale Nowy Targ                 | 5                           |                             |
| CR2                         | Cracovia II                       | 6                           |                             |
| SSW                         | Stal Stalowa Wola                 | 7                           |                             |
| KSZ                         | KSZO 1929 Ostrowiec Świętokrzyski | 8                           |                             |
| UNT                         | Unia Tarnów                       | 9                           |                             |
| DĘB                         | Wisłoka Dębica                    | 10                          |                             |
| ORP                         | Orlęta Radzyń Podlaski            | 11                          |                             |
| CPŁ                         | Czarni Połaniec                   | 12                          |                             |
| SSI                         | Sokół Sieniawa                    | 13                          |                             |
| PBP                         | Podlasie Biała Podlaska           | 14                          |                             |
| WSA                         | Wisła Sandomierz                  | 151                         |                             |

| Spadek z II ligi 2021/2022                                                                                    | Spadek z II ligi 2021/2022 | Spadek z II ligi 2021/2022 | Spadek z II ligi 2021/2022 |
| --- | -------------------------- | -------------------------- | -------------------------- |
| brak spadkowicza                                                                                              |                            |                            |                            |
| Awans z IV ligi 2021/2022                                                                                     |                            |                            |                            |
| grupa lubelska                                                                                                |                            |                            |                            |
| LUB | Lublinianka Lublin         | 1                          |                            |
| grupa małopolska                                                                                              |                            |                            |                            |
| WIE | Wieczysta Kraków           | 12                         |                            |
| grupa podkarpacka                                                                                             |                            |                            |                            |
| WIA | KS Wiązownica              | 1                          |                            |
| grupa świętokrzyska                                                                                           |                            |                            |                            |
| KO2 | Korona II Kielce           | 1                          |                            |
| Oznaczenia: - kolumna pierwsza – skróty nazw drużyn, - kolumna trzecia – miejsce zajęte w poprzednim sezonie. |                            |                            |                            |

Objaśnienia:
1. Ze względu na wycofanie się Wigier Suwałki z II ligi i utrzymaniu Hutnika Kraków w tejże lidze, w III lidze pozostała Wisła Sandomierz.
2. Wieczysta Kraków, mistrz IV ligi małopolskiej zachód wygrała swoje mecze barażowe o awans do III ligi z Bruk-Betem Termalica II Nieciecza, mistrzem IV ligi małopolskiej wschód.

### Tabela
| Lp. | Drużyna                           | M  | Z  | R  | P  | Bramki | Bramki | Różn. | Pkt | Uwagi             | Bezpośrednio |
| --- | --------------------------------- | -- | -- | -- | -- | ------ | ------ | ----- | --- | ----------------- | ------------ |
| 1   | Stal Stalowa Wola (M) (A)         | 34 | 23 | 5  | 6  | 72     | 27     | +45   | 74  | Awans do II ligi  |              |
| 2   | Avia Świdnik                      | 34 | 19 | 11 | 4  | 58     | 26     | +32   | 68  |                   |              |
| 3   | Wieczysta Kraków                  | 34 | 20 | 7  | 7  | 75     | 35     | +40   | 67  |                   |              |
| 4   | KSZO 1929 Ostrowiec Świętokrzyski | 34 | 17 | 7  | 10 | 61     | 36     | +25   | 58  |                   |              |
| 5   | Podlasie Biała Podlaska           | 34 | 14 | 13 | 7  | 63     | 42     | +21   | 55  |                   |              |
| 6   | Cracovia II2                      | 34 | 16 | 6  | 12 | 69     | 48     | +21   | 54  | Drużyna wycofana  |              |
| 7   | Wisłoka Dębica                    | 34 | 15 | 7  | 12 | 54     | 46     | +8    | 52  |                   |              |
| 8   | Sokół Sieniawa                    | 34 | 14 | 6  | 14 | 57     | 65     | −8    | 48  |                   |              |
| 9   | Czarni Połaniec                   | 34 | 15 | 2  | 17 | 47     | 58     | −11   | 47  |                   |              |
| 10  | Podhale Nowy Targ                 | 34 | 13 | 6  | 15 | 59     | 47     | +12   | 45  |                   |              |
| 11  | Orlęta Radzyń Podlaski            | 34 | 13 | 4  | 17 | 44     | 63     | −19   | 43  |                   |              |
| 12  | Chełmianka Chełm                  | 34 | 10 | 10 | 14 | 45     | 47     | −2    | 40  |                   |              |
| 13  | Unia Tarnów                       | 34 | 10 | 10 | 14 | 43     | 66     | −23   | 40  |                   |              |
| 14  | KS Wiązownica2                    | 34 | 11 | 7  | 16 | 49     | 59     | −10   | 40  |                   |              |
| 15  | Korona II Kielce (S)              | 34 | 10 | 9  | 15 | 63     | 58     | +5    | 39  | Spadek do IV ligi |              |
| 16  | Wisła Sandomierz (S)              | 34 | 7  | 6  | 21 | 40     | 91     | −51   | 27  | Spadek do IV ligi |              |
| 17  | Lublinianka Lublin (S)            | 34 | 7  | 2  | 25 | 43     | 92     | −49   | 23  | Spadek do IV ligi |              |
| 18  | ŁKS Łagów1                        | 34 | 11 | 4  | 19 | 27     | 63     | −36   | 37  | Drużyna wycofana  |              |

## Sezon 2021/2022

### Drużyny
W III lidze, grupie IV w sezonie 2021/2022 występowało 18 drużyn, które walczyły o miejsce premiowane awansem do II ligi. Trzy ostatnie zespoły spada do IV ligi. Liczba spadkowiczów może zwiększyć się zależnie od liczby drużyn spadających z lig wyższych.
| Uczestnicy sezonu 2020/2021 | Uczestnicy sezonu 2020/2021       | Uczestnicy sezonu 2020/2021 | Uczestnicy sezonu 2020/2021 |
| --------------------------- | --------------------------------- | --------------------------- | --------------------------- |
| CHM                         | Chełmianka Chełm                  | 2                           |                             |
| SSI                         | Sokół Sieniawa                    | 3                           |                             |
| SSW                         | Stal Stalowa Wola                 | 4                           |                             |
| AVI                         | Avia Świdnik                      | 5                           |                             |
| DĘB                         | Wisłoka Dębica                    | 6                           |                             |
| PNT                         | Podhale Nowy Targ                 | 7                           |                             |
| WÓL                         | Wólczanka Wólka Pełkińska         | 8                           |                             |
| KSZ                         | KSZO 1929 Ostrowiec Świętokrzyski | 9                           |                             |
| SIA                         | Siarka Tarnobrzeg                 | 10                          |                             |
| CR2                         | Cracovia II                       | 11                          |                             |
| WSA                         | Wisła Sandomierz                  | 12                          |                             |
| ŁAG                         | ŁKS Łagów                         | 13                          |                             |
| PBP                         | Podlasie Biała Podlaska           | 14                          |                             |
| ORP                         | Orlęta Radzyń Podlaski            | 15                          |                             |

| Spadek z II ligi 2020/2021                                                                                    | Spadek z II ligi 2020/2021  | Spadek z II ligi 2020/2021 | Spadek z II ligi 2020/2021 |
| --- | --------------------------- | -------------------------- | -------------------------- |
| brak spadkowicza                                                                                              |                             |                            |                            |
| Awans z IV ligi 2020/2021                                                                                     |                             |                            |                            |
| grupa lubelska                                                                                                |                             |                            |                            |
| TTL | Tomasovia Tomaszów Lubelski | 1                          |                            |
| grupa małopolska                                                                                              |                             |                            |                            |
| UNT | Unia Tarnów                 | 1                          |                            |
| grupa podkarpacka                                                                                             |                             |                            |                            |
| KRZ | Korona Rzeszów              | 1                          |                            |
| grupa świętokrzyska                                                                                           |                             |                            |                            |
| CPŁ | Czarni Połaniec             | 1                          |                            |
| Oznaczenia: - kolumna pierwsza – skróty nazw drużyn, - kolumna trzecia – miejsce zajęte w poprzednim sezonie. |                             |                            |                            |

Objaśnienia:
1. Unia Tarnów, mistrz IV ligi małopolskiej wschód wygrała swoje mecze barażowe o awans do III ligi z Wiślanami Jaśkowice, mistrzem IV ligi małopolskiej zachód.

### Tabela
| Lp. | Drużyna                           | M  | Z  | R  | P  | Bramki | Bramki | Różn. | Pkt | Uwagi                       | Bezpośrednio                |
| --- | --------------------------------- | -- | -- | -- | -- | ------ | ------ | ----- | --- | --------------------------- | --------------------------- |
| 1   | Siarka Tarnobrzeg (M) (A)         | 34 | 22 | 6  | 6  | 68     | 29     | +39   | 72  | Awans do II ligi            |                             |
| 2   | Chełmianka Chełm                  | 34 | 20 | 6  | 8  | 55     | 31     | +24   | 66  |                             | CHM - ŁAG 1:0 ŁAG - CHM 1:2 |
| 3   | ŁKS Łagów                         | 34 | 20 | 6  | 8  | 59     | 31     | +28   | 66  |                             | CHM - ŁAG 1:0 ŁAG - CHM 1:2 |
| 4   | Avia Świdnik                      | 34 | 20 | 5  | 9  | 67     | 32     | +35   | 65  |                             |                             |
| 5   | Podhale Nowy Targ                 | 34 | 17 | 8  | 9  | 65     | 44     | +21   | 59  |                             |                             |
| 6   | Cracovia II                       | 34 | 17 | 7  | 10 | 67     | 38     | +29   | 58  |                             |                             |
| 7   | Stal Stalowa Wola                 | 34 | 15 | 6  | 13 | 48     | 38     | +10   | 51  | SSW - KSZ 0:0 KSZ - SSW 0:1 |                             |
| 8   | KSZO 1929 Ostrowiec Świętokrzyski | 34 | 14 | 9  | 11 | 41     | 39     | +2    | 51  | SSW - KSZ 0:0 KSZ - SSW 0:1 |                             |
| 9   | Unia Tarnów                       | 34 | 12 | 12 | 10 | 50     | 48     | +2    | 48  | UNT - DĘB 0:0 DĘB - UNT 1:1 |                             |
| 10  | Wisłoka Dębica                    | 34 | 12 | 12 | 10 | 51     | 59     | −8    | 48  | UNT - DĘB 0:0 DĘB - UNT 1:1 |                             |
| 11  | Orlęta Radzyń Podlaski            | 34 | 12 | 10 | 12 | 55     | 52     | +3    | 46  |                             |                             |
| 12  | Czarni Połaniec                   | 34 | 11 | 8  | 15 | 47     | 63     | −16   | 41  | CPŁ - SSI 3:2 SSI - CPŁ 2:1 |                             |
| 13  | Sokół Sieniawa                    | 34 | 11 | 8  | 15 | 38     | 62     | −24   | 41  | CPŁ - SSI 3:2 SSI - CPŁ 2:1 |                             |
| 14  | Podlasie Biała Podlaska           | 34 | 9  | 12 | 13 | 41     | 49     | −8    | 39  |                             |                             |
| 15  | Wisła Sandomierz                  | 34 | 8  | 6  | 20 | 42     | 68     | −26   | 30  |                             |                             |
| 16  | Korona Rzeszów (S)                | 34 | 7  | 8  | 19 | 42     | 74     | −32   | 29  | Spadek do IV ligi           |                             |
| 17  | Tomasovia Tomaszów Lubelski (S)   | 34 | 5  | 6  | 23 | 37     | 69     | −32   | 21  | Spadek do IV ligi           |                             |
| 18  | Wólczanka Wólka Pełkińska (S)     | 34 | 4  | 5  | 25 | 30     | 77     | −47   | 17  | Spadek do IV ligi           |                             |

### Najlepsi strzelcy
| Bramki | Strzelcy         | Drużyna           |
| ------ | ---------------- | ----------------- |
| 25     | Wojciech Białek  | Avia Świdnik      |
| 19     | Adrian Gębalski  | Czarni Połaniec   |
| 16     | Ezana Kahsay     | Chełmianka Chełm  |
| 16     | Marcin Stefanik  | Siarka Tarnobrzeg |
| 15     | Adam Imiela      | ŁKS Łagów         |
| 14     | Mateusz Jędryas  | Korona Rzeszów    |
| 14     | Daniel Świderski | Stal Stalowa Wola |

## Sezon 2020/2021

### Drużyny
W III lidze, grupie IV w sezonie 2020/2021 występowało 21 drużyn, które walczyły o miejsce premiowane awansem do II ligi. Sześć ostatnich zespołów spada do IV ligi. Liczba spadkowiczów może zwiększyć się zależnie od liczby drużyn spadających z lig wyższych.
| Uczestnicy sezonu 2019/2020 | Uczestnicy sezonu 2019/2020       | Uczestnicy sezonu 2019/2020 | Uczestnicy sezonu 2019/2020 |
| --------------------------- | --------------------------------- | --------------------------- | --------------------------- |
| WÓL                         | Wólczanka Wólka Pełkińska         | 3                           |                             |
| KO2                         | Korona II Kielce                  | 4                           |                             |
| SIA                         | Siarka Tarnobrzeg                 | 5                           |                             |
| WPU                         | Wisła Puławy                      | 6                           |                             |
| KRA                         | Stal Kraśnik                      | 7                           |                             |
| PNT                         | Podhale Nowy Targ                 | 8                           |                             |
| AVI                         | Avia Świdnik                      | 9                           |                             |
| DĘB                         | Wisłoka Dębica                    | 10                          |                             |
| WSA                         | Wisła Sandomierz                  | 11                          |                             |
| SSI                         | Sokół Sieniawa                    | 12                          |                             |
| KSZ                         | KSZO 1929 Ostrowiec Świętokrzyski | 13                          |                             |
| HET                         | Hetman Zamość                     | 14                          |                             |
| ORP                         | Orlęta Radzyń Podlaski            | 15                          |                             |
| GIE                         | Jutrzenka Giebułtów               | 16                          |                             |
| CHM                         | Chełmianka Chełm                  | 17                          |                             |
| PBP                         | Podlasie Biała Podlaska           | 18                          |                             |

| Spadek z II ligi 2019/2020                                                                                    | Spadek z II ligi 2019/2020 | Spadek z II ligi 2019/2020 | Spadek z II ligi 2019/2020 |
| --- | -------------------------- | -------------------------- | -------------------------- |
| SSW | Stal Stalowa Wola          | 15                         |                            |
| Awans z IV ligi 2019/2020                                                                                     |                            |                            |                            |
| grupa lubelska                                                                                                |                            |                            |                            |
| LLU | Lewart Lubartów            | 1                          |                            |
| grupa małopolska                                                                                              |                            |                            |                            |
| CR2 | Cracovia II                | 1                          |                            |
| grupa podkarpacka                                                                                             |                            |                            |                            |
| WIA | KS Wiązownica              | 1                          |                            |
| grupa świętokrzyska                                                                                           |                            |                            |                            |
| ŁAG | ŁKS Łagów                  | 1                          |                            |
| Oznaczenia: - kolumna pierwsza – skróty nazw drużyn, - kolumna trzecia – miejsce zajęte w poprzednim sezonie. |                            |                            |                            |

Objaśnienia:
1. Cracovia II, mistrz IV ligi małopolskiej zachód wygrała swoje mecze barażowe o awans do III ligi z Unią Tarnów, mistrzem IV ligi małopolskiej wschód.

### Tabela
| Lp. | Drużyna                           | M  | Z  | R  | P  | Bramki | Bramki | Różn. | Pkt | Uwagi                       | Bezpośrednio                                    |
| --- | --------------------------------- | -- | -- | -- | -- | ------ | ------ | ----- | --- | --------------------------- | ----------------------------------------------- |
| 1   | Wisła Puławy (M) (A)              | 40 | 30 | 6  | 4  | 100    | 31     | +69   | 96  | Awans do II ligi            |                                                 |
| 2   | Chełmianka Chełm                  | 40 | 22 | 7  | 11 | 70     | 45     | +25   | 73  |                             | CCH - 7pkt; 3:2 SSI - 5pkt; 2:2 SSW - 4pkt; 1:2 |
| 3   | Sokół Sieniawa                    | 40 | 21 | 10 | 9  | 62     | 37     | +25   | 73  |                             | CCH - 7pkt; 3:2 SSI - 5pkt; 2:2 SSW - 4pkt; 1:2 |
| 4   | Stal Stalowa Wola                 | 40 | 22 | 7  | 11 | 77     | 44     | +33   | 73  |                             | CCH - 7pkt; 3:2 SSI - 5pkt; 2:2 SSW - 4pkt; 1:2 |
| 5   | Avia Świdnik                      | 40 | 20 | 10 | 10 | 88     | 40     | +48   | 70  | WDĘ - AŚW 0:0 AŚW - WDĘ 2:0 |                                                 |
| 6   | Wisłoka Dębica                    | 40 | 20 | 10 | 10 | 75     | 45     | +30   | 70  | WDĘ - AŚW 0:0 AŚW - WDĘ 2:0 |                                                 |
| 7   | Podhale Nowy Targ                 | 40 | 18 | 11 | 11 | 58     | 49     | +9    | 65  |                             |                                                 |
| 8   | Wólczanka Wólka Pełkińska         | 40 | 18 | 8  | 14 | 74     | 58     | +16   | 62  |                             |                                                 |
| 9   | KSZO 1929 Ostrowiec Świętokrzyski | 40 | 19 | 4  | 17 | 63     | 50     | +13   | 61  |                             |                                                 |
| 10  | Siarka Tarnobrzeg                 | 40 | 17 | 8  | 15 | 59     | 52     | +7    | 59  |                             |                                                 |
| 11  | Cracovia II                       | 40 | 15 | 9  | 16 | 56     | 49     | +7    | 54  | WSA - CR2 2:1 CR2 - WSA 6:2 |                                                 |
| 12  | Wisła Sandomierz                  | 40 | 15 | 9  | 16 | 53     | 62     | −9    | 54  | WSA - CR2 2:1 CR2 - WSA 6:2 |                                                 |
| 13  | ŁKS Łagów                         | 40 | 14 | 10 | 16 | 57     | 62     | −5    | 52  |                             |                                                 |
| 14  | Podlasie Biała Podlaska           | 40 | 14 | 6  | 20 | 60     | 84     | −24   | 48  |                             |                                                 |
| 15  | Orlęta Radzyń Podlaski            | 40 | 14 | 5  | 21 | 58     | 71     | −13   | 47  |                             |                                                 |
| 16  | Lewart Lubartów (S)               | 40 | 11 | 13 | 16 | 46     | 48     | −2    | 46  | Spadek do IV ligi           | LLU - KSW 4:1 KSW - LLU 2:2                     |
| 17  | KS Wiązownica (S)                 | 40 | 13 | 7  | 20 | 53     | 81     | −28   | 46  | Spadek do IV ligi           | LLU - KSW 4:1 KSW - LLU 2:2                     |
| 18  | Korona II Kielce (S)              | 40 | 12 | 6  | 22 | 50     | 78     | −28   | 42  | Spadek do IV ligi           | SKR - KO2 1:2 KO2 - SKR 0:0                     |
| 19  | Stal Kraśnik (S)                  | 40 | 10 | 12 | 18 | 51     | 58     | −7    | 42  | Spadek do IV ligi           | SKR - KO2 1:2 KO2 - SKR 0:0                     |
| 20  | Jutrzenka Giebułtów (S)           | 40 | 7  | 7  | 26 | 48     | 109    | −61   | 28  | Spadek do IV ligi           |                                                 |
| 21  | Hetman Zamość (S)                 | 40 | 3  | 5  | 32 | 35     | 140    | −105  | 14  | Spadek do IV ligi           |                                                 |

### Najlepsi strzelcy
| Bramki | Strzelcy             | Drużyna                 |
| ------ | -------------------- | ----------------------- |
| 28     | Adrian Paluchowski   | Wisła Puławy            |
| 25     | Wojciech Białek      | Avia Świdnik            |
| 21     | Kamil Kocoł          | Podlasie Biała Podlaska |
| 19     | Kacper Rop           | KS Wiązownica           |
| 18     | Michał Fidziukiewicz | Stal Stalowa Wola       |

## Sezon 2019/2020

### Drużyny
W III lidze, grupie IV w sezonie 2019/2020 występowało 18 drużyn, które walczyły o miejsce premiowane awansem do II ligi. Trzy ostatnie zespoły spada do IV ligi. Liczba spadkowiczów może zwiększyć się zależnie od liczby drużyn spadających z lig wyższych.
| Uczestnicy sezonu 2018/2019 | Uczestnicy sezonu 2018/2019       | Uczestnicy sezonu 2018/2019 | Uczestnicy sezonu 2018/2019 |
| --------------------------- | --------------------------------- | --------------------------- | --------------------------- |
| PNT                         | Podhale Nowy Targ                 | 2                           |                             |
| MOT                         | Motor Lublin                      | 3                           |                             |
| WPU                         | Wisła Puławy                      | 4                           |                             |
| HUT                         | Hutnik Kraków                     | 5                           |                             |
| KSZ                         | KSZO 1929 Ostrowiec Świętokrzyski | 6                           |                             |
| SSI                         | Sokół Sieniawa                    | 7                           |                             |
| AVI                         | Avia Świdnik                      | 8                           |                             |
| ORP                         | Orlęta Radzyń Podlaski            | 9                           |                             |
| KRA                         | Stal Kraśnik                      | 10                          |                             |
| WSA                         | Wisła Sandomierz                  | 11                          |                             |
| CHM                         | Chełmianka Chełm                  | 12                          |                             |
| WÓL                         | Wólczanka Wólka Pełkińska         | 13                          |                             |
| PBP                         | Podlasie Biała Podlaska           | 151                         |                             |

| Spadek z II ligi 2018/2019                                                                                    | Spadek z II ligi 2018/2019 | Spadek z II ligi 2018/2019 | Spadek z II ligi 2018/2019 |
| --- | -------------------------- | -------------------------- | -------------------------- |
| SIA | Siarka Tarnobrzeg          | 15                         |                            |
| Awans z IV ligi 2018/2019                                                                                     |                            |                            |                            |
| grupa lubelska                                                                                                |                            |                            |                            |
| HET | Hetman Zamość              | 1                          |                            |
| grupa małopolska                                                                                              |                            |                            |                            |
| GIE | Jutrzenka Giebułtów        | 12                         |                            |
| grupa podkarpacka                                                                                             |                            |                            |                            |
| DĘB | Wisłoka Dębica             | 1                          |                            |
| grupa świętokrzyska                                                                                           |                            |                            |                            |
| KO2 | Korona II Kielce           | 1                          |                            |
| Oznaczenia: - kolumna pierwsza – skróty nazw drużyn, - kolumna trzecia – miejsce zajęte w poprzednim sezonie. |                            |                            |                            |

Objaśnienia:
1. Soła Oświęcim wycofała się przed startem rozgrywek (drużyna została rozwiązana), w związku z czym dodatkowo utrzymało się Podlasie Biała Podlaska.
2. Jutrzenka Giebułtów, mistrz IV ligi małopolskiej zachód wygrała swoje mecze barażowe o awans do III ligi z Unią Tarnów, mistrzem IV ligi małopolskiej wschód.

### Tabela
| Lp. | Drużyna                           | M  | Z  | R | P  | Bramki | Bramki | Różn. | Pkt | Uwagi                            | Bezpośrednio                |
| --- | --------------------------------- | -- | -- | - | -- | ------ | ------ | ----- | --- | -------------------------------- | --------------------------- |
| 1   | Motor Lublin (M) (A)              | 19 | 10 | 6 | 3  | 36     | 16     | +20   | 36  | Awans do II ligi                 | MOT – HUT -:- HUT – MOT 1:0 |
| 2   | Hutnik Kraków1 (A)                | 19 | 10 | 6 | 3  | 34     | 27     | +7    | 36  | Awans do II ligi                 | MOT – HUT -:- HUT – MOT 1:0 |
| 3   | Wólczanka Wólka Pełkińska         | 19 | 9  | 8 | 2  | 27     | 16     | +11   | 35  |                                  |                             |
| 4   | Korona II Kielce                  | 19 | 10 | 4 | 5  | 38     | 26     | +12   | 34  |                                  |                             |
| 5   | Siarka Tarnobrzeg                 | 19 | 8  | 6 | 5  | 30     | 23     | +7    | 30  |                                  |                             |
| 6   | Wisła Puławy                      | 19 | 8  | 5 | 6  | 21     | 19     | +2    | 29  |                                  |                             |
| 7   | Stal Kraśnik                      | 19 | 7  | 7 | 5  | 29     | 20     | +9    | 28  | KRA: 6 pkt PNT: 0 pkt AVI: 3 pkt |                             |
| 8   | Podhale Nowy Targ                 | 19 | 8  | 4 | 7  | 30     | 24     | +6    | 28  | KRA: 6 pkt PNT: 0 pkt AVI: 3 pkt |                             |
| 9   | Avia Świdnik                      | 19 | 7  | 7 | 5  | 26     | 27     | −1    | 28  | KRA: 6 pkt PNT: 0 pkt AVI: 3 pkt |                             |
| 10  | Wisłoka Dębica                    | 19 | 7  | 6 | 6  | 22     | 14     | +8    | 27  |                                  |                             |
| 11  | Wisła Sandomierz                  | 19 | 6  | 7 | 6  | 24     | 19     | +5    | 25  | WSA – SSI -:- SSI – WSA 0:0      |                             |
| 12  | Sokół Sieniawa                    | 19 | 6  | 7 | 6  | 17     | 18     | −1    | 25  | WSA – SSI -:- SSI – WSA 0:0      |                             |
| 13  | KSZO 1929 Ostrowiec Świętokrzyski | 19 | 6  | 6 | 7  | 21     | 21     | 0     | 24  |                                  |                             |
| 14  | Hetman Zamość                     | 19 | 5  | 7 | 7  | 22     | 25     | −3    | 22  |                                  |                             |
| 15  | Orlęta Radzyń Podlaski            | 19 | 3  | 7 | 9  | 15     | 25     | −10   | 16  | ORP – GIE -:- GIE – ORP 1:1      |                             |
| 16  | Jutrzenka Giebułtów               | 19 | 4  | 4 | 11 | 14     | 30     | −16   | 16  | ORP – GIE -:- GIE – ORP 1:1      |                             |
| 17  | Chełmianka Chełm                  | 19 | 1  | 8 | 10 | 12     | 35     | −23   | 11  |                                  |                             |
| 18  | Podlasie Biała Podlaska           | 19 | 1  | 5 | 13 | 20     | 53     | −33   | 8   |                                  |                             |

Źródło: lzpn.pl 
Oznaczenia: (M) – tytuł mistrzowski, (A) – awans, (S) – spadek.
Zasady ustalania kolejności: 1. liczba zdobytych punktów; 2. różnica zdobytych bramek; 3. większa liczba zdobytych bramek. 
Objaśnienia:
* W związku z pandemią koronawirusa Zarząd Lubelskiego Związku Piłki Nożnej w Lublinie uchwałą nr XXII/1 z dnia 16 maja 2020 roku podjął decyzję o zakończeniu sezonu rozgrywkowego 2019/2020. Kolejność drużyn w tabeli po rozegraniu 19 kolejek meczów przyjęta została jako końcowa kolejność rozgrywek w sezonie 2019/2020.
- Zgodnie z powyższą uchwałą podjęto również decyzję, że z III ligi do IV ligi nie spadnie żadna drużyna.

### Najlepsi strzelcy
| Bramki | Strzelcy           | Drużyna                             |
| ------ | ------------------ | ----------------------------------- |
| 16     | Rafał Król         | Stal Kraśnik (14), Motor Lublin (2) |
| 16     | Krzysztof Ropski   | Siarka Tarnobrzeg                   |
| 12     | Wojciech Białek    | Avia Świdnik                        |
| 9      | Michał Paluch      | Motor Lublin                        |
| 9      | Krzysztof Pietluch | Wólczanka Wólka Pełkińska           |
| 8      | Paweł Myśliwiecki  | Hetman Zamość                       |
| 7      | Bartłomiej Buczek  | Sokół Sieniawa                      |
| 7      | Patryk Kołodziej   | Hutnik Kraków                       |
| 7      | Kamil Oziemczuk    | Hetman Zamość                       |
| 7      | Krzysztof Świątek  | Hutnik Kraków                       |
| 7      | Paweł Zabielski    | Podlasie Biała Podlaska             |
| 7      | Krzysztof Zawiślak | Wisła Sandomierz                    |

## Sezon 2018/2019

### Drużyny
W III lidze, grupie IV w sezonie 2018/2019 występowało 18 drużyn, które walczyły o miejsce premiowane awansem do II ligi. Trzy ostatnie zespoły spada do IV ligi. Liczba spadkowiczów może zwiększyć się zależnie od liczby drużyn spadających z lig wyższych.
| Uczestnicy sezonu 2017/2018 | Uczestnicy sezonu 2017/2018       | Uczestnicy sezonu 2017/2018 | Uczestnicy sezonu 2017/2018 |
| --------------------------- | --------------------------------- | --------------------------- | --------------------------- |
| MOT                         | Motor Lublin                      | 2                           |                             |
| KSZ                         | KSZO 1929 Ostrowiec Świętokrzyski | 3                           |                             |
| CHM                         | Chełmianka Chełm                  | 4                           |                             |
| PNT                         | Podhale Nowy Targ                 | 5                           |                             |
| STR                         | Stal Rzeszów                      | 6                           |                             |
| WÓL                         | Wólczanka Wólka Pełkińska         | 7                           |                             |
| WJA                         | Wiślanie Jaśkowice                | 8                           |                             |
| ORP                         | Orlęta Radzyń Podlaski            | 9                           |                             |
| AVI                         | Avia Świdnik                      | 10                          |                             |
| SOŁ                         | Soła Oświęcim                     | 11                          |                             |
| SDA                         | Spartakus Daleszyce               | 12                          |                             |
| PBP                         | Podlasie Biała Podlaska           | 13                          |                             |
| WSA                         | Wisła Sandomierz                  | 14                          |                             |

| Spadek z II ligi 2017/2018                                                                                    | Spadek z II ligi 2017/2018 | Spadek z II ligi 2017/2018 | Spadek z II ligi 2017/2018 |
| --- | -------------------------- | -------------------------- | -------------------------- |
| WPU | Wisła Puławy               | 16                         |                            |
| Awans z IV ligi 2017/2018                                                                                     |                            |                            |                            |
| grupa lubelska                                                                                                |                            |                            |                            |
| KRA | Stal Kraśnik               | 1                          |                            |
| grupa małopolska                                                                                              |                            |                            |                            |
| HUT | Hutnik Kraków              | 1                          |                            |
| grupa podkarpacka                                                                                             |                            |                            |                            |
| SSI | Sokół Sieniawa             | 1                          |                            |
| grupa świętokrzyska                                                                                           |                            |                            |                            |
| CPŁ | Czarni Połaniec            | 1                          |                            |
| Oznaczenia: - kolumna pierwsza – skróty nazw drużyn, - kolumna trzecia – miejsce zajęte w poprzednim sezonie. |                            |                            |                            |

Objaśnienia:
1. Hutnik Kraków, mistrz IV ligi małopolskiej zachód wygrał swoje mecze barażowe o awans do III ligi z Barciczanką Barcice, mistrzem IV ligi małopolskiej wschód.

### Tabela
| Lp. | Drużyna                           | M  | Z  | R  | P  | Bramki | Bramki | Różn. | Pkt | Uwagi                       | Bezpośrednio                |
| --- | --------------------------------- | -- | -- | -- | -- | ------ | ------ | ----- | --- | --------------------------- | --------------------------- |
| 1   | Stal Rzeszów (M) (A)              | 34 | 22 | 10 | 2  | 81     | 26     | +55   | 76  | Awans do II ligi            | STR – PNT 2:1 PNT – STR 1:1 |
| 2   | Podhale Nowy Targ                 | 34 | 23 | 7  | 4  | 81     | 26     | +55   | 76  |                             | STR – PNT 2:1 PNT – STR 1:1 |
| 3   | Motor Lublin                      | 34 | 20 | 10 | 4  | 57     | 29     | +28   | 70  |                             |                             |
| 4   | Wisła Puławy                      | 34 | 17 | 9  | 8  | 38     | 30     | +8    | 60  |                             |                             |
| 5   | Hutnik Kraków                     | 34 | 15 | 7  | 12 | 51     | 43     | +8    | 52  |                             |                             |
| 6   | KSZO 1929 Ostrowiec Świętokrzyski | 34 | 14 | 9  | 11 | 49     | 41     | +8    | 51  |                             |                             |
| 7   | Sokół Sieniawa                    | 34 | 13 | 9  | 12 | 43     | 42     | +1    | 48  |                             |                             |
| 8   | Avia Świdnik                      | 34 | 11 | 11 | 12 | 40     | 41     | −1    | 44  |                             |                             |
| 9   | Orlęta Radzyń Podlaski            | 34 | 10 | 13 | 11 | 39     | 49     | −10   | 43  | ORP – KRA 3:2 KRA – ORP 0:3 |                             |
| 10  | Stal Kraśnik                      | 34 | 11 | 10 | 13 | 45     | 41     | +4    | 43  | ORP – KRA 3:2 KRA – ORP 0:3 |                             |
| 11  | Wisła Sandomierz                  | 34 | 10 | 9  | 15 | 34     | 52     | −18   | 39  | WSA – CHM 1:0 CHM – WSA 0:1 |                             |
| 12  | Chełmianka Chełm                  | 34 | 10 | 9  | 15 | 42     | 44     | −2    | 39  | WSA – CHM 1:0 CHM – WSA 0:1 |                             |
| 13  | Wólczanka Wólka Pełkińska         | 34 | 9  | 11 | 14 | 39     | 36     | +3    | 38  | WÓL – SOŁ 0:1 SOŁ – WÓL 0:1 |                             |
| 14  | Soła Oświęcim1 (S)                | 34 | 10 | 8  | 16 | 34     | 50     | −16   | 38  | WÓL – SOŁ 0:1 SOŁ – WÓL 0:1 | Drużyna wycofana            |
| 15  | Podlasie Biała Podlaska           | 34 | 10 | 5  | 19 | 36     | 65     | −29   | 35  |                             | PBP – WJA 3:0 WJA – PBP 1:2 |
| 16  | Wiślanie Jaśkowice (S)            | 34 | 9  | 8  | 17 | 39     | 58     | −19   | 35  | Spadek do IV ligi           | PBP – WJA 3:0 WJA – PBP 1:2 |
| 17  | Czarni Połaniec (S)               | 34 | 7  | 7  | 20 | 32     | 59     | −27   | 28  | Spadek do IV ligi           |                             |
| 18  | Spartakus Daleszyce (S)           | 34 | 5  | 8  | 21 | 31     | 59     | −28   | 23  | Spadek do IV ligi           |                             |

### Najlepsi strzelcy
| Bramki | Strzelcy           | Drużyna                           |
| ------ | ------------------ | --------------------------------- |
| 20     | Tomasz Płonka      | Stal Rzeszów                      |
| 18     | Artur Pląskowski   | Podhale Nowy Targ                 |
| 15     | Michał Grunt       | KSZO 1929 Ostrowiec Świętokrzyski |
| 15     | Rafał Król         | Stal Kraśnik                      |
| 14     | Krzysztof Szewczyk | Wiślanie Jaśkowice                |
| 14     | Adrian Wójcik      | Soła Oświęcim                     |
| 13     | Krzysztof Pietluch | Wólczanka Wólka Pełkińska         |

## Sezon 2017/2018

### Drużyny
W III lidze, grupie IV w sezonie 2017/2018 występowało 18 drużyn, które walczyły o miejsce premiowane awansem do II ligi. Trzy ostatnie zespoły spada do IV ligi. Liczba spadkowiczów może zwiększyć się zależnie od liczby drużyn spadających z lig wyższych.
| Uczestnicy sezonu 2016/2017 | Uczestnicy sezonu 2016/2017       | Uczestnicy sezonu 2016/2017 | Uczestnicy sezonu 2016/2017 |
| --------------------------- | --------------------------------- | --------------------------- | --------------------------- |
| MOT                         | Motor Lublin                      | 2                           |                             |
| STR                         | Stal Rzeszów                      | 3                           |                             |
| KSZ                         | KSZO 1929 Ostrowiec Świętokrzyski | 4                           |                             |
| RES                         | Resovia                           | 5                           |                             |
| SOŁ                         | Soła Oświęcim                     | 6                           |                             |
| KAR                         | Karpaty Krosno                    | 7                           |                             |
| PNT                         | Podhale Nowy Targ                 | 8                           |                             |
| JKS                         | JKS 1909 Jarosław                 | 9                           |                             |
| ORP                         | Orlęta Radzyń Podlaski            | 10                          |                             |
| UNT                         | Unia Tarnów                       | 11                          |                             |
| TRZ                         | MKS Trzebinia                     | 121                         |                             |
| AVI                         | Avia Świdnik                      | 13                          |                             |
| SDA                         | Spartakus Daleszyce               | 14                          |                             |
| PBP                         | Podlasie Biała Podlaska           | 15                          |                             |

| Spadek z II ligi 2016/2017                                                                                    | Spadek z II ligi 2016/2017 | Spadek z II ligi 2016/2017 | Spadek z II ligi 2016/2017 |
| --- | -------------------------- | -------------------------- | -------------------------- |
| brak spadkowicza                                                                                              |                            |                            |                            |
| Awans z IV ligi 2016/2017                                                                                     |                            |                            |                            |
| grupa lubelska                                                                                                |                            |                            |                            |
| CHM | Chełmianka Chełm           | 1                          |                            |
| grupa małopolska                                                                                              |                            |                            |                            |
| WJA | Wiślanie Jaśkowice         | 12                         |                            |
| grupa podkarpacka                                                                                             |                            |                            |                            |
| WÓL | Wólczanka Wólka Pełkińska  | 1                          |                            |
| grupa świętokrzyska                                                                                           |                            |                            |                            |
| WSA | Wisła Sandomierz           | 1                          |                            |
| Oznaczenia: - kolumna pierwsza – skróty nazw drużyn, - kolumna trzecia – miejsce zajęte w poprzednim sezonie. |                            |                            |                            |

Objaśnienia:
1. MKS Trzebinia/Siersza 1 lipca 2017, przed startem rozgrywek zmienił nazwę na MKS Trzebinia.
2. Wiślanie Jaśkowice, mistrz IV ligi małopolskiej zachód wygrali swoje mecze barażowe o awans do III ligi z Limanovią Limanowa, mistrzem IV ligi małopolskiej wschód.

### Tabela
| Lp. | Drużyna                           | M  | Z  | R  | P  | Bramki | Bramki | Różn. | Pkt | Uwagi                            | Bezpośrednio                |
| --- | --------------------------------- | -- | -- | -- | -- | ------ | ------ | ----- | --- | -------------------------------- | --------------------------- |
| 1   | Resovia (M) (A)                   | 34 | 23 | 8  | 3  | 61     | 22     | +39   | 77  | Awans do II ligi                 |                             |
| 2   | Motor Lublin                      | 34 | 22 | 5  | 7  | 70     | 29     | +41   | 71  |                                  |                             |
| 3   | KSZO 1929 Ostrowiec Świętokrzyski | 34 | 18 | 10 | 6  | 50     | 31     | +19   | 64  |                                  |                             |
| 4   | Chełmianka Chełm                  | 34 | 18 | 8  | 8  | 56     | 29     | +27   | 62  |                                  |                             |
| 5   | Podhale Nowy Targ                 | 34 | 16 | 8  | 10 | 59     | 43     | +16   | 56  |                                  |                             |
| 6   | Stal Rzeszów                      | 34 | 16 | 7  | 11 | 56     | 40     | +16   | 55  | STR – WÓL 1:0 WÓL – STR 0:1      |                             |
| 7   | Wólczanka Wólka Pełkińska         | 34 | 16 | 7  | 11 | 56     | 42     | +14   | 55  | STR – WÓL 1:0 WÓL – STR 0:1      |                             |
| 8   | Wiślanie Jaśkowice                | 34 | 13 | 9  | 12 | 52     | 56     | −4    | 48  |                                  |                             |
| 9   | Orlęta Radzyń Podlaski            | 34 | 12 | 10 | 12 | 45     | 47     | −2    | 46  |                                  |                             |
| 10  | Avia Świdnik                      | 34 | 10 | 11 | 13 | 55     | 49     | +6    | 41  |                                  |                             |
| 11  | Soła Oświęcim                     | 34 | 10 | 7  | 17 | 39     | 59     | −20   | 37  |                                  |                             |
| 12  | Spartakus Daleszyce               | 34 | 10 | 6  | 18 | 39     | 55     | −16   | 36  | DAL: 9 pkt PBP: 6 pkt WSA: 3 pkt |                             |
| 13  | Podlasie Biała Podlaska           | 34 | 7  | 15 | 12 | 40     | 52     | −12   | 36  | DAL: 9 pkt PBP: 6 pkt WSA: 3 pkt |                             |
| 14  | Wisła Sandomierz                  | 34 | 10 | 6  | 18 | 30     | 46     | −16   | 36  | DAL: 9 pkt PBP: 6 pkt WSA: 3 pkt |                             |
| 15  | JKS 1909 Jarosław (S)             | 34 | 10 | 5  | 19 | 39     | 64     | −25   | 35  | Spadek do IV ligi                | JKS – UNT 2:0 UNT – JKS 3:2 |
| 16  | Unia Tarnów (S)                   | 34 | 9  | 8  | 17 | 48     | 70     | −22   | 35  | Spadek do IV ligi                | JKS – UNT 2:0 UNT – JKS 3:2 |
| 17  | MKS Trzebinia (S)                 | 34 | 6  | 9  | 19 | 35     | 63     | −28   | 27  | Spadek do IV ligi                | TRZ – KAR 0:0 KAR – TRZ 1:3 |
| 18  | Karpaty Krosno (S)                | 34 | 6  | 9  | 19 | 27     | 60     | −33   | 27  | Spadek do IV ligi                | TRZ – KAR 0:0 KAR – TRZ 1:3 |

### Najlepsi strzelcy
| Bramki | Strzelcy            | Drużyna           |
| ------ | ------------------- | ----------------- |
| 20     | Przemysław Banaszak | Chełmianka Chełm  |
| 19     | Wojciech Białek     | Avia Świdnik      |
| 17     | Bartłomiej Buczek   | Resovia           |
| 15     | Konrad Nowak        | Motor Lublin      |
| 15     | Wojciech Reiman     | Stal Rzeszów      |
| 12     | Dmytro Koźban       | Motor Lublin      |
| 12     | Marcin Przybylski   | Podhale Nowy Targ |

## Sezon 2016/2017

### Drużyny
W III lidze, grupie IV w sezonie 2016/2017 występowało 18 drużyn, które walczyły o miejsce premiowane awansem do II ligi. Trzy ostatnie zespoły spada do IV ligi. Liczba spadkowiczów może zwiększyć się zależnie od liczby drużyn spadających z lig wyższych.
| Uczestnicy sezonu 2015/2016    | Uczestnicy sezonu 2015/2016       | Uczestnicy sezonu 2015/2016 | Uczestnicy sezonu 2015/2016 |
| ------------------------------ | --------------------------------- | --------------------------- | --------------------------- |
| grupa małopolsko-świętokrzyska |                                   |                             |                             |
| GAR                            | Garbarnia Kraków                  | 1                           |                             |
| KSZ                            | KSZO 1929 Ostrowiec Świętokrzyski | 2                           |                             |
| SOŁ                            | Soła Oświęcim                     | 3                           |                             |
| PNT                            | Podhale Nowy Targ                 | 4                           |                             |
| WK2                            | Wisła II Kraków                   | 5                           |                             |
| SDA                            | Spartakus Daleszyce               | 6                           |                             |
| UNT                            | Unia Tarnów                       | 7                           |                             |
| grupa lubelsko-podkarpacka     |                                   |                             |                             |
| MOT                            | Motor Lublin                      | 12                          |                             |
| STR                            | Stal Rzeszów                      | 2                           |                             |
| RES                            | Resovia                           | 3                           |                             |
| ORP                            | Orlęta Radzyń Podlaski            | 4                           |                             |
| KAR                            | Karpaty Krosno                    | 5                           |                             |
| AVI                            | Avia Świdnik                      | 6                           |                             |
| JKS                            | JKS 1909 Jarosław                 | 7                           |                             |

| Spadek z II ligi 2015/2016                                                                                    | Spadek z II ligi 2015/2016 | Spadek z II ligi 2015/2016 | Spadek z II ligi 2015/2016 |
| --- | -------------------------- | -------------------------- | -------------------------- |
| brak spadkowicza                                                                                              |                            |                            |                            |
| Awans z IV ligi 2015/2016                                                                                     |                            |                            |                            |
| grupa lubelska                                                                                                |                            |                            |                            |
| PBP | Podlasie Biała Podlaska    | 1                          |                            |
| grupa małopolska                                                                                              |                            |                            |                            |
| TRS | MKS Trzebinia-Siersza      | 13                         |                            |
| grupa podkarpacka                                                                                             |                            |                            |                            |
| NOW | Cosmos Nowotaniec          | 1                          |                            |
| grupa świętokrzyska                                                                                           |                            |                            |                            |
| WMA | Wierna Małogoszcz          | 1                          |                            |
| Oznaczenia: - kolumna pierwsza – skróty nazw drużyn, - kolumna trzecia – miejsce zajęte w poprzednim sezonie. |                            |                            |                            |

Objaśnienia:
1. Garbarnia Kraków przegrała swoje mecze barażowe o awans do II ligi z Wartą Poznań, mistrzem III ligi kujawsko-pomorsko-wielkopolskiej.
2. Motor Lublin przegrał swoje mecze barażowe o awans do II ligi z Olimpią Elbląg, mistrzem III ligi podlasko-warmińsko-mazurskiej.
3. MKS Trzebinia-Siersza, mistrz IV ligi małopolskiej zachód wygrał swoje mecze barażowe o awans do III ligi z Bocheńskim KS, mistrzem IV ligi małopolskiej wschód.

### Tabela
| Lp. | Drużyna                           | M  | Z  | R  | P  | Bramki | Bramki | Różn. | Pkt | Uwagi                       | Bezpośrednio |
| --- | --------------------------------- | -- | -- | -- | -- | ------ | ------ | ----- | --- | --------------------------- | ------------ |
| 1   | Garbarnia Kraków (M) (A)          | 32 | 21 | 5  | 6  | 55     | 29     | +26   | 68  | Awans do II ligi            |              |
| 2   | Motor Lublin                      | 32 | 20 | 5  | 7  | 62     | 29     | +33   | 65  |                             |              |
| 3   | Stal Rzeszów                      | 32 | 20 | 4  | 8  | 70     | 32     | +38   | 64  |                             |              |
| 4   | KSZO 1929 Ostrowiec Świętokrzyski | 32 | 18 | 7  | 7  | 48     | 35     | +13   | 61  |                             |              |
| 5   | Resovia                           | 32 | 16 | 8  | 8  | 50     | 39     | +11   | 56  |                             |              |
| 6   | Soła Oświęcim                     | 32 | 15 | 9  | 8  | 58     | 44     | +14   | 54  |                             |              |
| 7   | Karpaty Krosno                    | 32 | 11 | 10 | 11 | 37     | 42     | −5    | 43  | KAR – PNT 1:0 PNT – KAR 2:1 |              |
| 8   | Podhale Nowy Targ                 | 32 | 13 | 4  | 15 | 47     | 51     | −4    | 43  | KAR – PNT 1:0 PNT – KAR 2:1 |              |
| 9   | JKS 1909 Jarosław                 | 32 | 11 | 9  | 12 | 46     | 45     | +1    | 42  |                             |              |
| 10  | Orlęta Radzyń Podlaski            | 32 | 11 | 8  | 13 | 53     | 58     | −5    | 41  |                             |              |
| 11  | Unia Tarnów                       | 32 | 10 | 10 | 12 | 39     | 44     | −5    | 40  |                             |              |
| 12  | MKS Trzebinia-Siersza             | 32 | 12 | 2  | 18 | 51     | 54     | −3    | 38  |                             |              |
| 13  | Avia Świdnik                      | 32 | 9  | 9  | 14 | 36     | 50     | −14   | 36  |                             |              |
| 14  | Spartakus Daleszyce               | 32 | 8  | 9  | 15 | 38     | 58     | −20   | 33  |                             |              |
| 15  | Podlasie Biała Podlaska           | 32 | 8  | 8  | 16 | 34     | 49     | −15   | 32  |                             |              |
| 16  | Cosmos Nowotaniec (S)             | 32 | 6  | 7  | 19 | 30     | 53     | −23   | 25  | Spadek do IV ligi           |              |
| 17  | Wierna Małogoszcz (S)             | 32 | 4  | 4  | 24 | 32     | 74     | −42   | 16  | Spadek do IV ligi           |              |
| 18  | Wisła II Kraków1 (S)              | 0  | 0  | 0  | 0  | 0      | 0      | 0     | 0   | Drużyna wycofana            |              |

### Najlepsi strzelcy
| Bramki | Strzelcy          | Drużyna               |
| ------ | ----------------- | --------------------- |
| 17     | Wojciech Reiman   | Stal Rzeszów          |
| 14     | Artur Gieraga     | Motor Lublin          |
| 13     | Wojciech Białek   | Avia Świdnik          |
| 12     | Taras Jaworśkyj   | Podhale Nowy Targ     |
| 12     | Piotr Prędota     | Stal Rzeszów          |
| 11     | Bartłomiej Buczek | Resovia               |
| 11     | Piotr Laskowski   | Cosmos Nowotaniec     |
| 11     | Marek Mizia       | MKS Trzebinia/Siersza |